# Bandera de la Terra
La bandera de la Terra és una bandera fictícia, ja que no ha estat adoptada de manera oficial per cap organisme internacional. Representa el planeta Terra com a entitat geogràfica, sense accepcions polítiques, religioses ni demogràfiques.

## Bandera de John McConnell

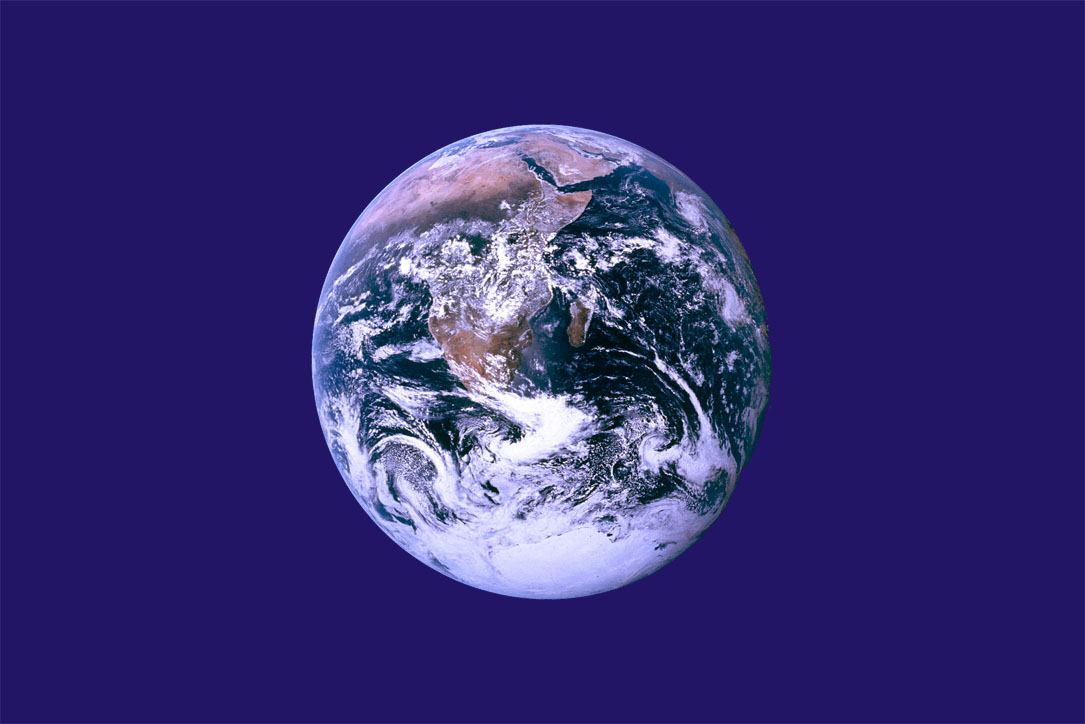
Bandera de la Terra proposada per John McConnell.

Existen diverses propostes. La més coneguda és la dissenyada per l'activista del pacifisme  nord-americà John McConnell. En aquesta, sobre fons blau fosc, figura una imatge del planeta obtinguda per la NASA. Aquesta bandera està associada amb el Dia de la Terra amb el qual s'intenta conscienciar la població dels problemes mediambientals. Ha estat utilitzada des de la primera celebració del Dia de la Terra, que va tenir lloc el 22 d'abril de 1970.

## La Bandera Internacional del Planeta Terra

Proposta d'Oskar Pernefeldt

Al maig 2015 un artista suec, Oskar Pernefeldt, va proposar formalment la Bandera Internacional del Planeta Terra. Va ser concebut per a ser utilitzat en expedicions espacials i té dos propòsits principals:
1. Per ser utilitzat mentre que representa el planeta Terra.
2. Per recordar a la gent de la Terra que compartim aquest planeta, sense importar les fronteres nacionals. Que hem de cuidar dels altres i el planeta en què vivim.

## Bandera de les Nacions Unides

Bandera de les Nacions Unides

La bandera de les Nacions Unides té el fons de color blau clar i l'emblema de les Nacions Unides de color blanc al centre. L'emblema està format per una projecció azimutal equidistant del mapamundi centrada en el pol Nord (per la qual cosa no es veu l'Antàrtida), amb dues branques d'olivera envoltant-lo. Aquestes branques d'olivera són un símbol de pau. Els colors blanc i blau clar són els colors oficials de l'ONU.

## Altres propostes

Bandera de la Terra proposada per Jean-Sylvainkk Delroux, realitzada 1970.
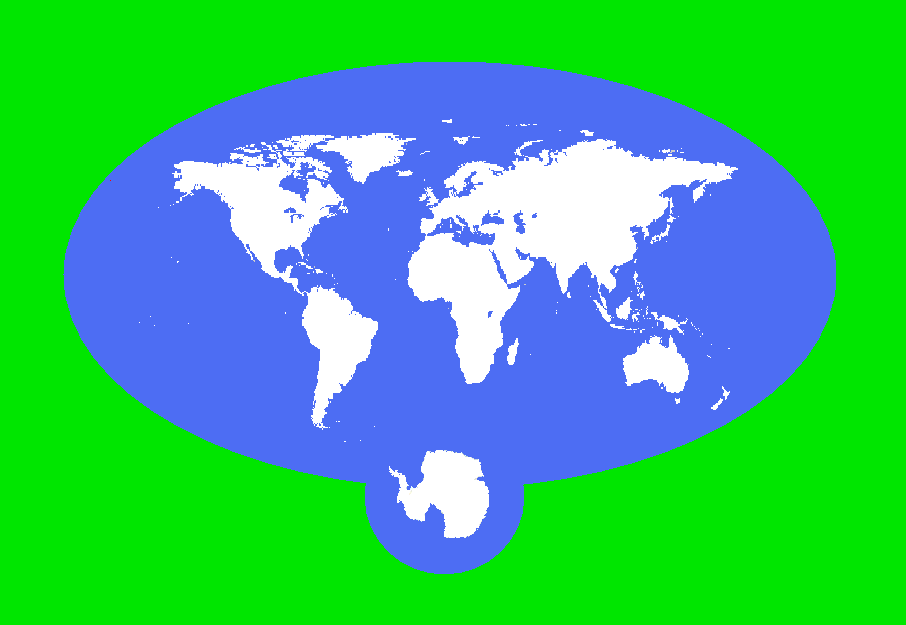
Bandera de la Terra de procedència desconeguda.
Bandera proposada per James W. Cadleen el 1970.
Versió alternativa de James W. Cadleen.
Versió alternativa de James W. Cadleen.
Bandera de la Terra segons la Fibits Reality Adjustment.
Bandera de la Terra proposada per George Dibbern, realitzada el 1940.
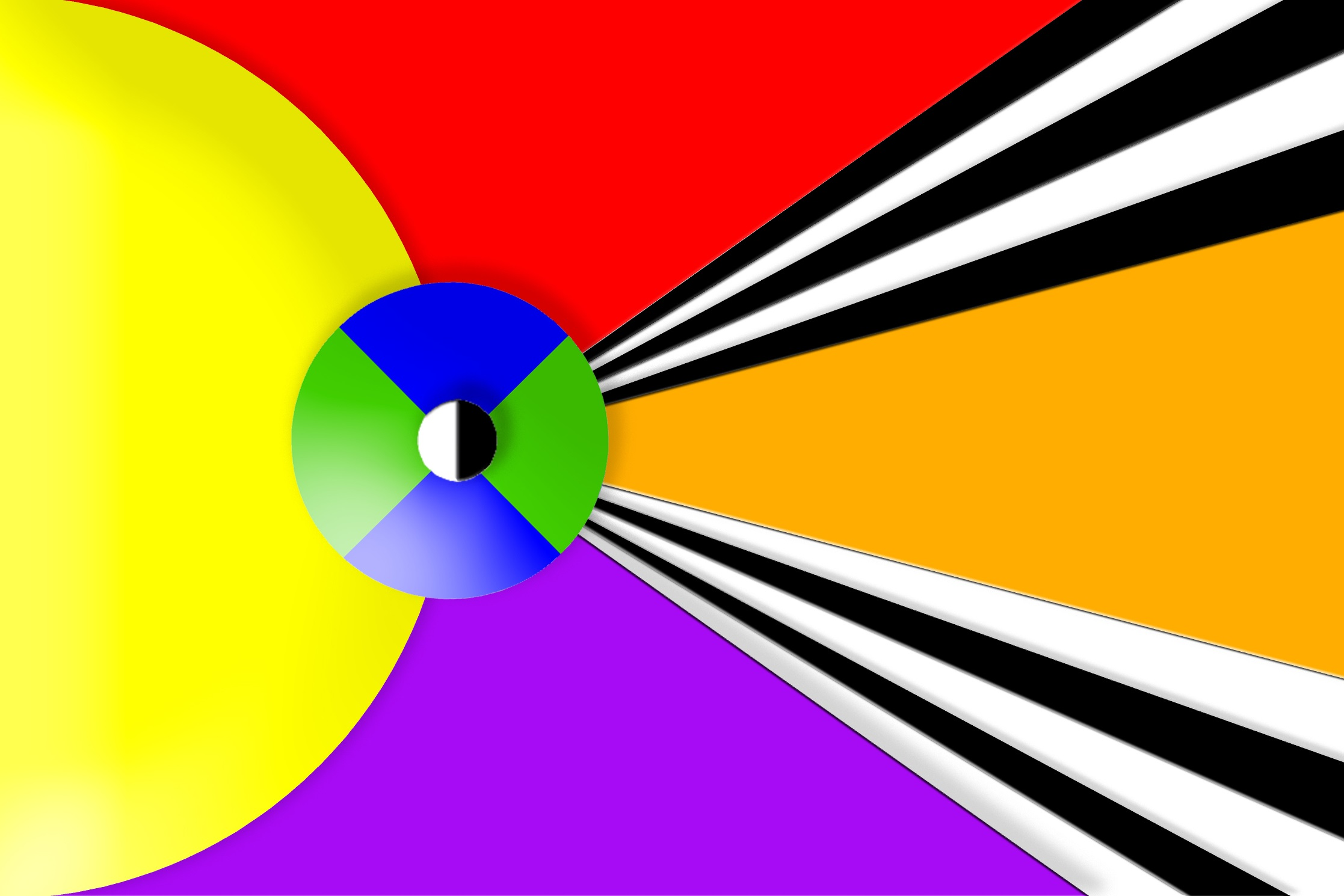
Bandera de la Unió terrestre.
Bandera per al planeta Terra, per Luis Alonso Salvador realitzada en 1994.
Bandera per al planeta Terra, ideada per Matt Groening per la sèrie Futurama amb intenció satírica.